# Les llàgrimes de sant Pere (El Greco, Bowes Museum)
Les llàgrimes de sant Pere és una obra d'El Greco, realitzada a l'oli sobre tela entre el 1580 i el 1586, durant el seu primer període toledà. Es conserva a una col·lecció privada al Bowes Museum d'Escòcia.

## Introducció
El tema de Les llàgrimes de Sant Pere està narrat a l'Evangeli segons Lluc (Lc 22:62), a l'Evangeli segons Mateu (Mt 26:75) i a l'Evangeli segons Marc (Mc 14:72). Aquesta temática ja havia estat tractada anteriorment, en diverses èpoques i llocs, en pintures al fresc, tríptics i retaules, però sembla que va ésser El Greco qui va representar-lo per primera vegada en format de pintura a l'oli sobre llenç independent. Harold Wethey accepta cinc obres com a autògrafes del mestre cretenc, i dotze variants més, que considera que tenen una major o menor intervenció del seu taller.

## Anàlisi
Segons Harod E. Wethey, és la primera versió que va realitzar El Greco sobre aquest tema, i una de les millors. Aquesta obra repeteix l'esquema de la Magdalena penitent: una cova i un paisatge ocupat per un àngel. També l'actitud d'ambdues figures és similar, totes dues eleven la seva mirada cap al cel i uneixen les seves mans en actitud orant.
El centre d'atenció d'aquesta obra és l'apòstol sant Pere, que manifesta gran espiritualitat. Es troba lamentant la seva negació de conèixer a Crist. Els seus braços demostren un gran mestratge molt pròxim a l'escola veneciana de pintura. El recurs de perspectiva és idèntic a l'emprat per altres artistes del manierisme, el que converteix aquesta obra en una peça perfecta per als propòsits de la Contrareforma.